# No Love Vol. 1
No Love Vol. 1 – składanka amerykańskiej nowojorskiej grupy hip-hopowej Ruff Ryders wydana w 2003 roku. Występuje na niej mało obecnych członków grupy, tylko Sheek Louch, Infa.Red & Cross. Przeważają utwory Uncle Murdy.

## Lista utworów
1. "Faggots" (Uncle Murda)
2. "Freestyle" (Sheek Louch)
3. "One Round" (20 Grand Pikaso)
4. "U Make Me Wanna" (Fiend)
5. "Freestyle" (Team Arliss)
6. "War" (Styles P & J. Blanco)
7. "Freestyle" (Uncle Murda)
8. "Dirty Funk" (Drag-On)
9. "Freestyle" (Jinx Da Juvy & JFK)
10. "Too Rude" (Infa.Red & Cross)
11. "Freestyle" (J-Hood)
12. "Play No Games" (Fat Joe & Trick Daddy)
13. "Freestyle" (Uncle Murda)
14. "Your Jaw Droppin" (C-Ganz)
15. "Reppin Bk" (Trav)
16. "Scratchin and Survivin" (Freeway)
17. "Freestyle" (Star Venom)
18. "Oh No" (Jin)
19. "Xtra Hot" (Benzino ft. Daz)
20. "Gettin Money Gangsta" (Uncle Murda)
21. "Throw Something" (Chop Dezol)
22. "Freestyle" (Gotti Click)
23. "Drop Bombs 2 This" (D Boe & Uncle Murda)

## Mix 12"
Została wydana również składanka zwana "Mix 12"". Zawiera ona sześć utworów z "No Love Vol. 1" i jeden spoza albumu, "Streets" The Lox.

### Lista utworów
Strona A
1. "Streets" (The Lox)
2. "To Rude" (Infa.Red & Cross)
3. "U Make Me Wanna" (Fiend)

Strona B
1. "Dirty Funk (Edited)" (Drag-On)
2. "Oh No" (Jin)
3. "Your Jaw Droppin" (C-Ganz)
4. "Faggots" (Uncle Murda)